# HBL All-Star Game 2012
Das HBL All-Star Game 2012 fand am 4. Februar 2012 in der Arena Leipzig vor 7.532 Zuschauern statt. Das All Star Team besiegte die deutsche Nationalmannschaft mit 36:32 (18:18).

## Statistik
HBL All Star Team:
Thierry Omeyer (THW Kiel), Stojanovic (Rhein-Neckar Löwen), Nils Dresrüsse (TBV Lemgo); Kevin Schmidt (HSG Wetzlar, 3), Ivan Ninčević (Füchse Berlin, 3), Drago Vuković (TuS N-Lübbecke, 3), Matthias Gerlich (TV Hüttenberg, 4), Domagoj Duvnjak (HSV Hamburg, 1), Daniel Narcisse (THW Kiel, 4), Kim Andersson (THW Kiel, 6), Alexandros Vasilakis (MT Melsungen, 2), Robert Weber (SC Magdeburg, 2), Vedran Zrnić (VfL Gummersbach, 1), Bertrand Gille (HSV Hamburg, 4), Bartosz Jurecki (SC Magdeburg, 1), Marcus Ahlm (THW Kiel, 2).
Nationalmannschaft:
Lichtlein (TBV Lemgo), Heinevetter (Füchse Berlin); Gensheimer (Rhein-Neckar Löwen, 3/2), Roggisch (Rhein-Neckar Löwen, 1), Klein (THW Kiel, 3), Pfahl (VfL Gummersbach, 3/1), Wiencek (VfL Gummersbach, 3), Theuerkauf (TBV Lemgo, 1), Glandorf (SG Flensburg-Handewitt, 3), Christophersen (Füchse Berlin, 4), Kaufmann (SG Flensburg-Handewitt, 4), Strobel (TBV Lemgo, 2), Sprenger (THW Kiel, 3), Richwien (Füchse Berlin, 2).